# (466571) 2014 UU16
(466571) 2014 UU16 es un asteroide perteneciente al cinturón de asteroides, descubierto el 28 de octubre de 2006 por el equipo Spacewatch desde el Observatorio Nacional de Kitt Peak (Arizona, Estados Unidos).